# Shado Chris
Christian Marc-Alexandre Falé Djerianene, connu sous le nom de scène Shado Chris (né le 2 octobre 1987 à Cocody, Abidjan) est un beatmaker, artiste rappeur, auto-compositeur, producteur et acteur de cinéma ivoirien. 
Il est connu pour son rôle de beatmaker et ses nombreuses collaborations avec des artistes et groupe comme Kiff No beat, Black Kent et Serge Beynaud. En 2017, il fonde son label, Aura Corp.

## Biographie

### Origine et formation
Shado Chris est né le 2 octobre 1987 à Cocody, une commune de la capitale Abidjan, en Côte d’Ivoire. Il grandit dans un environnement où la musique prévaut. Il est influencé dès son plus jeune âge par des artistes locaux comme Meiway et des artistes internationaux comme Michael Jackson et 2Pac. Il commence à jouer au piano à l'âge de 8 ans. À l'adolescence, il rejoint une chorale locale et développe ses compétences vocales. Parallèlement, il s'initie de façon autodidacte à la production musicale en utilisant des logiciels sur son ordinateur. Il fait des études en ingénierie des télécommunications et obtient un diplôme d'ingénieur,.

### Carrière
La carrière musicale de Shado Chris prend véritablement son envol en 2008 avec la sortie de son premier projet autoproduit, Metizik. Ce premier succès lui permet de se faire un nom sur la scène ivoirienne, ce qui le conduit à créer son propre studio d’enregistrement à la maison, chez ses parents. Il attire rapidement l’attention d'autres artistes, et il commence à produire pour divers chanteurs et musiciens ivoiriens. En 2010, Shado Chris contribue à la création du groupe Kiff No Beat, qu'il aide à se développer en tant que producteur,.
Par la suite, il enchaîne les collaborations avec des artistes populaires comme Dj Lewis, Serge Beynaud, Debordo, Bamba Ami Sarah, et Force One. En 2014, il se fait connaître du grand public avec le titre «Mon Lahan», qui devient un hit en Côte d’Ivoire,. Par suite, Il rejoint ensuite le label Boss Playa et produit le titre «Champions» en feat avec le rappeur ivoirien Black Kent, qui célèbre la victoire de la Côte d'Ivoire à la Coupe d'Afrique des nations de football 2015.
Il continue sur sa lancée avec des morceaux marquants tels que «J’S8 Jahin Prêt» avec Serge Beynaud et  «Said» avec Runtown et Nasty C. Il collabore également avec l’artiste béninoise Zeynab sur le titre  «Noctambule», qui lui vaut une nomination aux Afrima Awards.
En 2017, il sort le single «Chaleur» et poursuit sa carrière en lançant le label Aura Corp, par lequel il aide de jeunes artistes comme Kadja, D14, J-Haine, Micem et Mister Key à démarrer leur carrière,.
En 2020, il continue de produire le titre  de «C’est Pas Pae».
En août 2024, il sort l'album intitulé Tu Te Maries Quand?. Un album de 8 titres.

## Distinctions
En 2016, Shado Chris est nommé aux Oscars de la musique ivoirienne dans les catégories meilleur artiste masculin et meilleur clip vidéo. Il est également nommé pour le Kundé d'Or dans la catégorie meilleur artiste d'Afrique de l'ouest,.

## Discographie

### Singles
- 2014 : Mon Lahan

- 2014 : J’S8 Jahin Prêt feat. Serge Beynaud

- 2015: Said feat. Runtown & Nasty C

- 2015 : Champions feat avec Black Kent

- 2016 : Noctambule feat. Zeynab

- 2017 : Chaleur

- 2017 : Imparfait

- 2018 : Kitadi feat. Locko

- 2020 : C’est Pas Pae
- 2021 : Cabri Mort
- 2025 : Dagbachi

## Filmographie
- 2022 : Perfidie[14],[15]